# 貴霜帝國
貴霜帝国（巴克特里亚语：Kushano，Ku-ṣā-ṇa；佛教混合梵文：Guṣāṇa-vaṃśa；安息語：𐭊𐭅𐭔𐭍 𐭇𐭔𐭕𐭓，：Κυϸανο） 是曾存在于中亚、南亚的古代國家（約公元1世紀至3世紀），在其鼎盛时期（105年—250年）疆域从今日的塔吉克斯坦绵延至裡海、阿富汗及恆河流域。貴霜帝國在迦膩色伽一世和其承繼者統治之下達至鼎盛，曾擁有人口千萬，被認為是当时亞歐四大強國之一，與漢、羅馬、安息三個同一時期的帝國並列。

## 建立

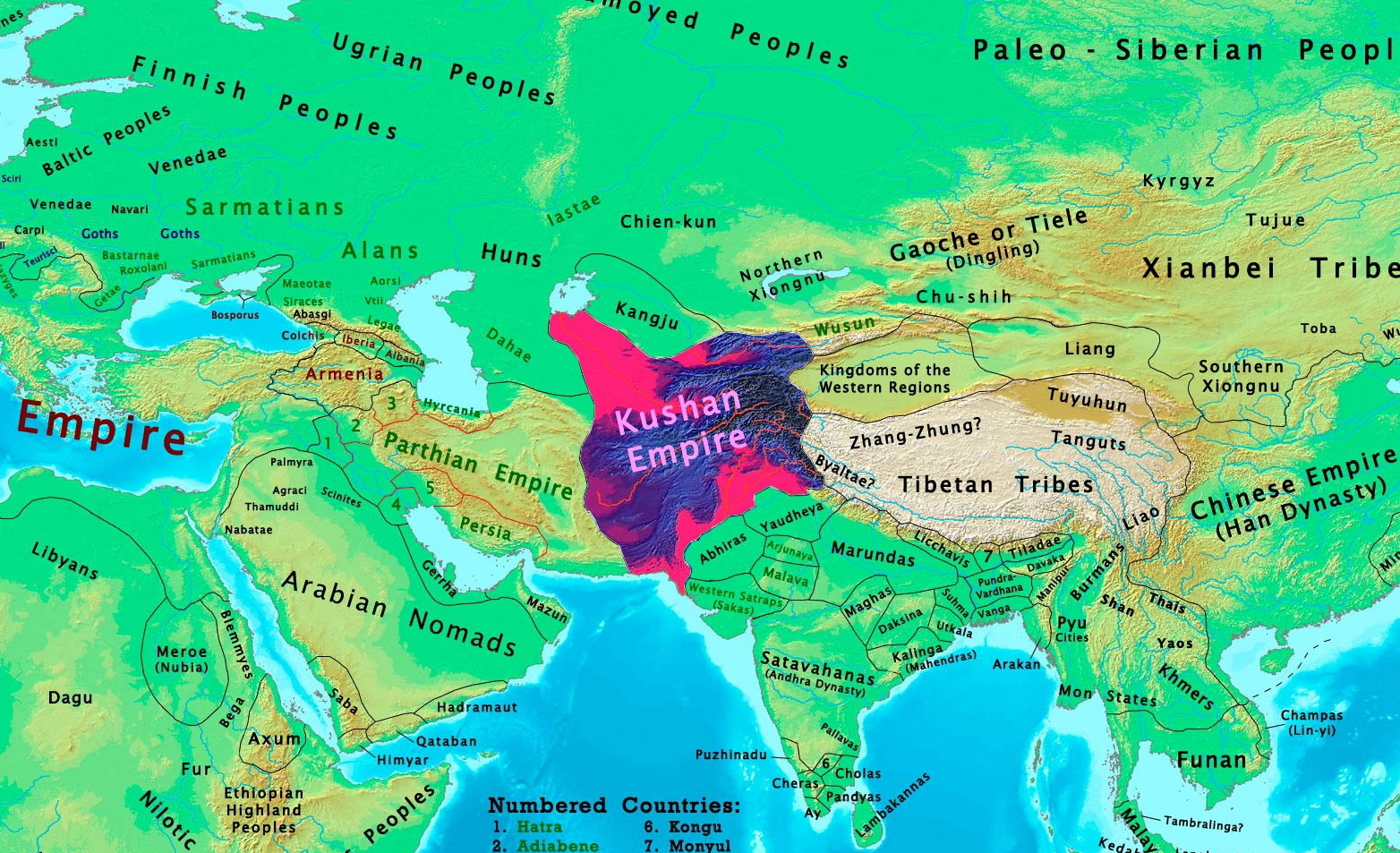
公元200年贵霜帝国的领土

前130年，月氏人南下征服大夏，把大夏分給五個部族，每個部族有一個酋長，稱為翕侯，前一世紀初，大月氏五翕侯中的貴霜翕侯丘就卻（約16—65年）消滅其他翕侯，統一五部落，建立起貴霜國，丘就卻打敗了開始衰落的安息，又南下攻擊喀布爾河流域和今喀什米爾地區，後定都為高附（今喀布爾），初步奠定了帝國的基礎。

## 強盛
丘就卻死後，其子閻膏珍（65—75年）繼位，又南下進兵印度，佔領了恆河上游地區，任命一個將軍進行統治，帝國仍定都中亞，當中《漢書》說是監氏城，《後漢書》說是藍氏城，具體地點不詳，有說即是大夏首都巴克特拉。閻膏珍還鑄造金幣，從貨幣上的人像看，他是信奉印度的濕婆神。
之後，迦膩色伽一世（約78—102年）繼位，他是貴霜帝國最著名的君主，根據羅巴塔克銘文記載，他是閻膏珍之子。迦膩色伽一世時，又南征印度，佔領了娑枳多（Sāketa）、桥赏弥（Kauśāmbī）和华氏城（Pataliputra）並远至室利瞻波（Śrī-Campā）。令貴霜帝國的疆域西起伊朗邊境，東至恆河中游，北起錫爾河、蔥嶺、南至納巴達河，迦膩色伽一世又將都城遷至犍陀羅地區的富樓沙（即今巴基斯坦的白沙瓦），使這一地區成為帝國的統治中心。在100年时贵霜帝国的统治下的人口达到1020万人，在180年时贵霜帝国统治下的人口达到1380万人。
迦膩色伽一世曾與東漢發生過一次戰爭，據《後漢書 班梁列傳》所載，漢和帝永元二年（90年），貴霜副王謝率兵七萬人攻班超，漢軍人少，堅守不戰，謝攻班超不下，四處搜掠又無所得，糧草出現問題。班超推斷謝會向龜茲求援，就派兵埋伏要道，謝果然不出所料，結果求援士兵全被殺掉，班超將消息告知謝，謝自知已無出路，便派使者向班超請罪，要求放還，班超同意，兩國關係又重修好，自此貴霜軍退回蔥嶺以南，兩國保持和平關係。

## 經濟和文化
貴霜帝國地處中亞絲綢之路的交通要道，是中國絲綢、漆器、東南亞香料、羅馬玻璃製品、麻織品等貿易中轉站。從其鑄造的金幣可以知道其與羅馬帝國的商業關係。另外，這些金幣所表達的各種希臘宙斯和勝利女神奈基、羅馬、祆教祭壇、耆那教的公牛、印度教和佛教神祇可以證明貴霜對發揚於當地的宗教和藝術的寬容和融合的關係。憑藉貴霜在中亞絲綢之路上的活躍，他們也為發源自古代伊朗的摩尼教和基督教聶斯脫里派教會東傳中國開通道路。語言文字方面，早期使用希臘文字和語言，後來創制自己的婆羅米文與吐火羅語。一些学者认为，贵霜皇朝是希腊后裔建立的帝国。

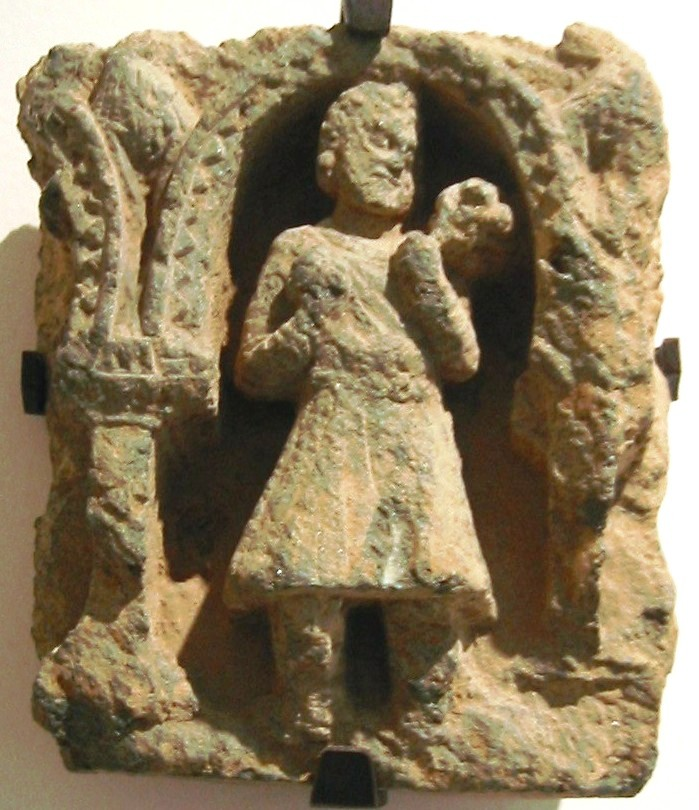
貴霜人石像

貴霜帝國前三位國王，丘就卻信佛教，閻膏珍信婆羅門教，迦膩色伽一世又信佛教，其中以迦膩色伽一世對佛教的支持和宣揚最大。由於迦膩色伽一世是透過暴力使帝國達到極盛期，為了鞏固統治，需要緩和社會上的種種矛盾，因此強調種姓的婆羅門教就不如不承認種姓差別的佛教有效，又因為迦膩色伽一世不是印度貴族出身，在婆羅門教的種姓制度下不能佔有適當的位置，因此迦膩色伽一世就選取以佛教管治帝國。迦膩色伽一世下令修建富樓沙的大講經堂，還雕刻了一批佛像，又把一批出色的佛教學者招到自己身邊，包括脇尊者，世友，眾護，馬鳴等。迦膩色伽一世又在脇尊者的提議下召開了一次佛教結集大會，因為當時佛教內部已有許多不同學派，對教義解釋不盡相同，這次會議由世友主持，經過討論，對經、律、論三藏都重新作出了解釋。貴霜帝國一時成為了佛教中心，由於貴霜帝國扼絲綢之路的要衝，與東方漢代中國有密切商業來往，佛教也由此傳入中國。
貴霜帝國時期也是佛教開始發生重大變化的時間，由於皇家鼓勵書面寫作和文字文學，大量之前一直以口誦傳承的經典開始書面化。社會文化素養的提高客觀上為大乘佛教的傳播打下基礎。此時大乘佛教興起成為佛教主流。然迦膩色伽一世對佛教採取各派兼容的政策，其中世友尊者就是說一切有部的佛教學者，馬鳴菩薩則是大乘佛教學者，佛教從貴霜帝國傳入中國時也是說一切有部和大乘佛教一同傳入。不過，總而言之，以後大乘佛教主要從北方傳入中國，再進而傳到朝鮮和日本，而上座部佛教則向南傳入斯里蘭卡，再而進入東南亞諸國。

## 衰亡

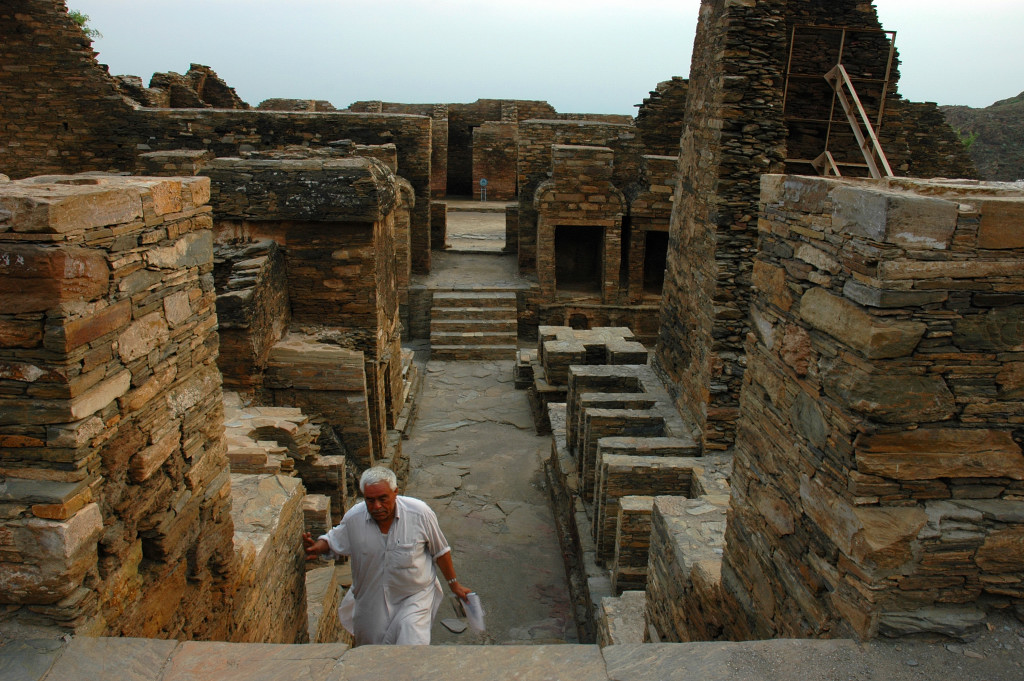
世界遺產Takht Bhai（譯作塔克特依巴依）佛寺遺跡

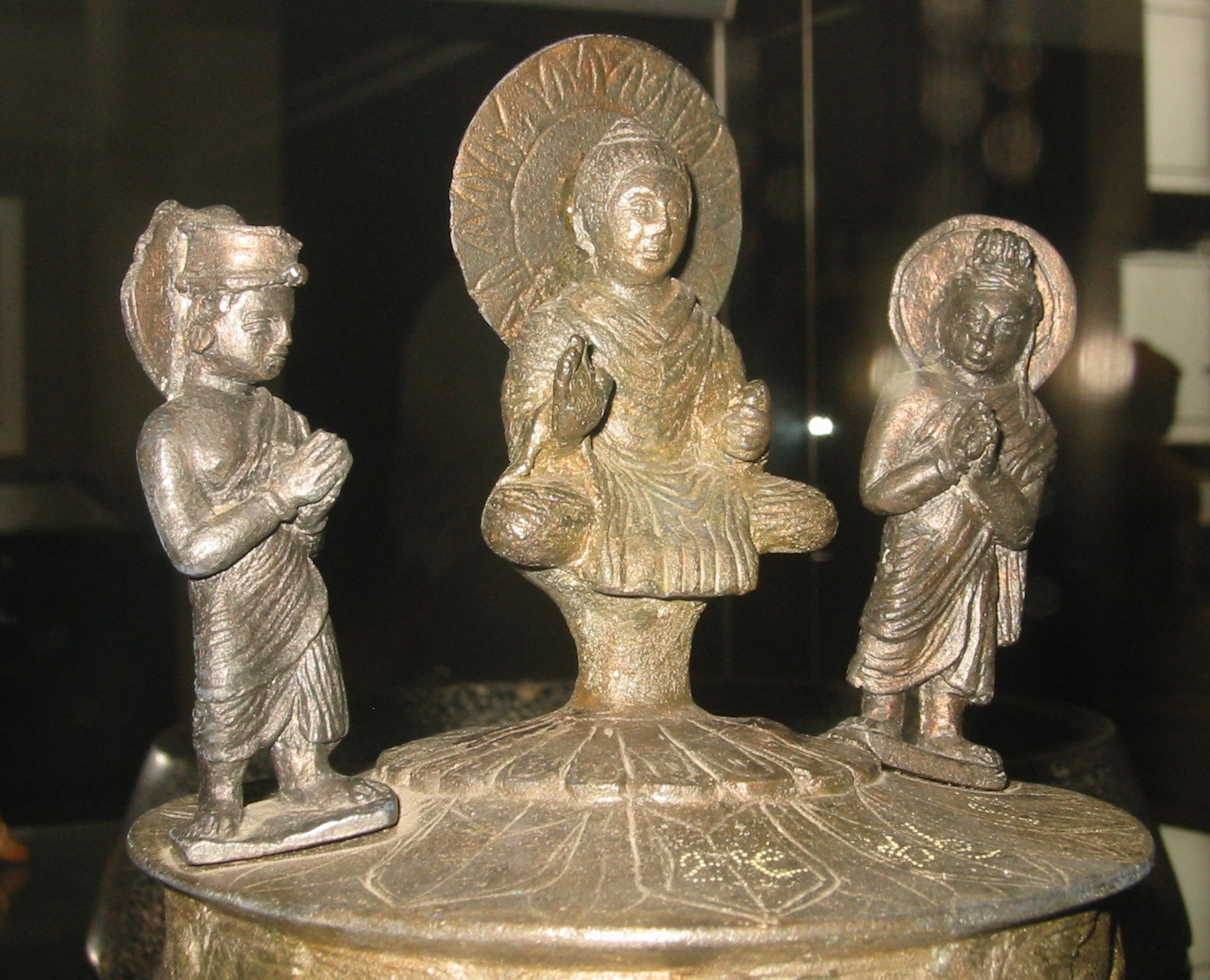
貴霜佛教文物

貴霜帝國內有著許多社會結構不同的地區，包括商業發達的城市，也有農業及遊牧的地區，貴霜帝國面對不同地區，只得採取不同統治方法，對中亞的一些小邦，如花剌子模，只要其納貢稱臣，就允許其保持半獨立的狀態，對於印度河、恆河流域各邦，征服後往往殺其君長，再命副王統治，可見貴霜帝國本身不是一個高度集中統一的政治實體，要靠經常的反覆征服來維持。迦膩色伽一世晚年時欲北進，然而國內人民已對戰爭政策無法容忍，相傳當他臥病在床時，人們用被悶死了他。迦膩色伽一世死後，貴霜帝國實力大減，在2世紀時，帝國仍勉強維持統一，3世紀時，受到薩珊王朝攻擊和印度北部的地方勢力興起而漸漸衰弱，最終帝國瓦解成若干小邦。现在印度賈特人是他們後人。

## 歷代君主
由於過去歷史學家不能解讀佉卢文，而各國的史料的內容又有矛盾，所以，過去一直都未能就貴霜王朝的各個君主整理出一個有系統的列表出來。
- 赫拉欧斯（1年—30年）
- 丘就却（30年—80年），首位貴霜皇帝　/ （45年～77年）
- 閻膏珍（80年—105年）「無名王」索特爾·麥格斯（意為「偉大的救世主」）
- 閻珍（105年—127年）
- 迦膩色伽一世（127年—147年）
- 婆湿色伽（151年—155年）
- 胡毗色伽（155年—187年）
- 韋蘇提婆一世（191年—最少至230年），贵霜王朝最后一个君主
- 迦膩色迦二世（226年—240年）
- 婆什色迦Vashishka（240年—250年）
- 迦膩色伽三世（255年—275年）
- 韋蘇提婆二世（290年—310年）
- Chhu（310年？—325年？）
- Shaka I（325年—345年）
- Kipunada（350年—375年）

## 在貴霜帝國貨幣上出現的神

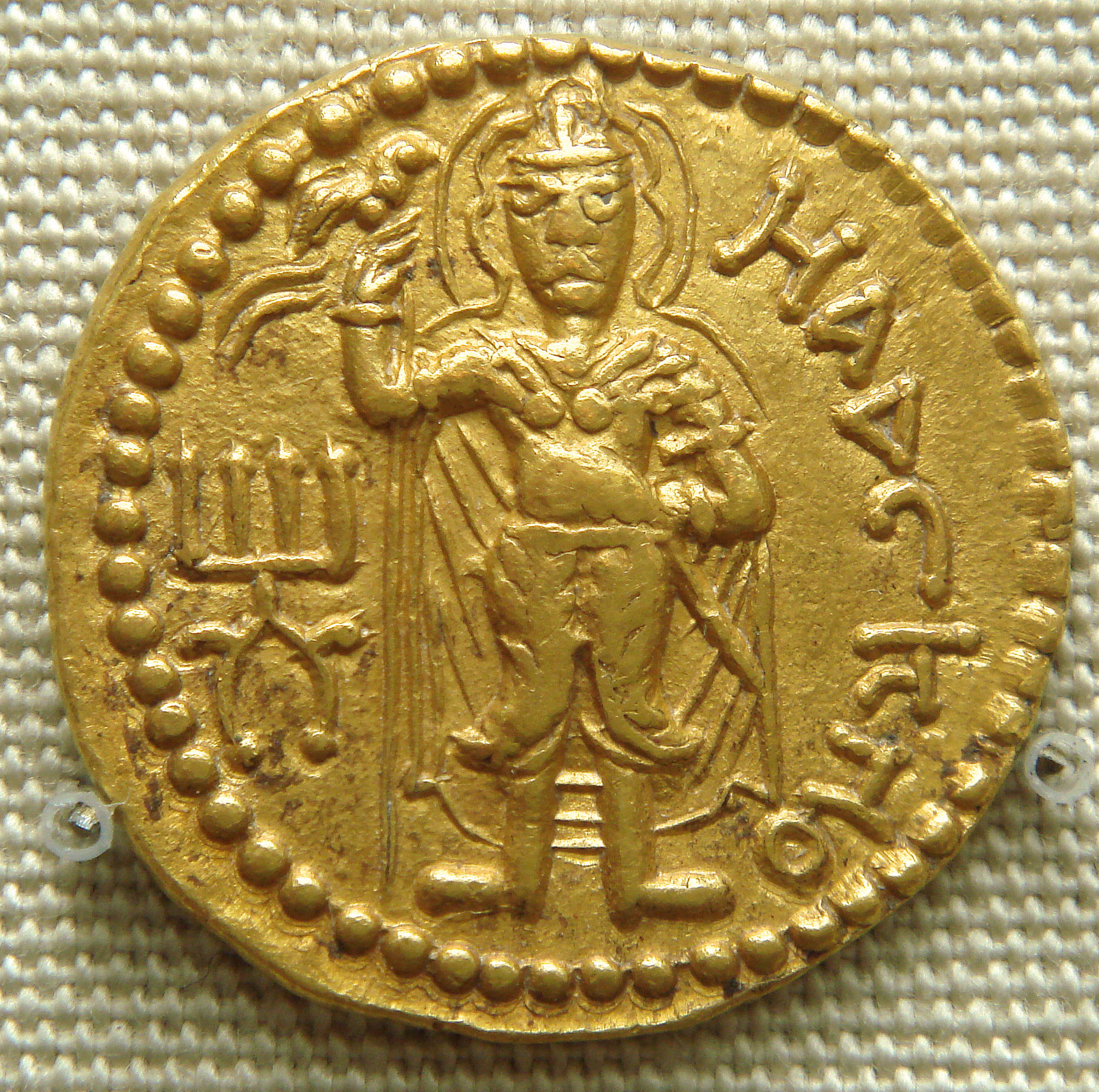
胡弗色迦硬幣上的摩訶斯那王
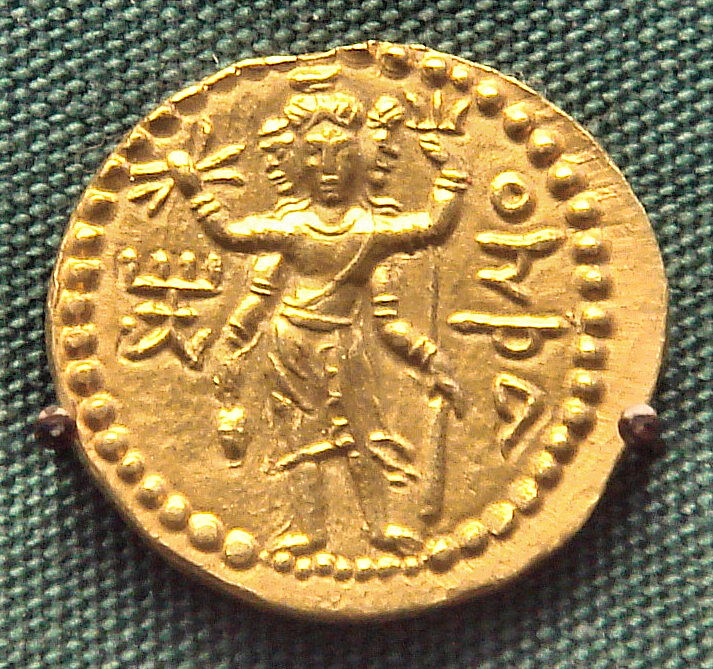
Oisho
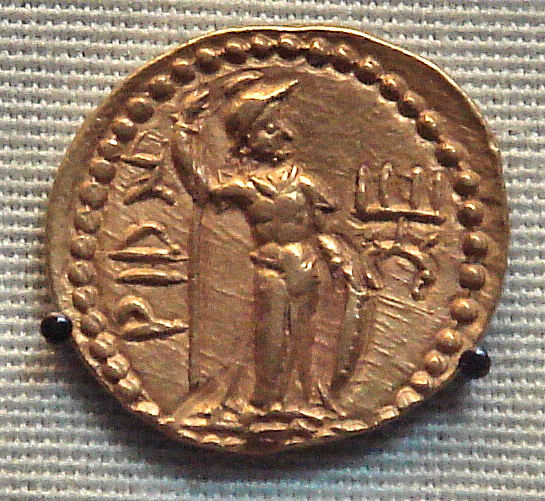
Rishti.
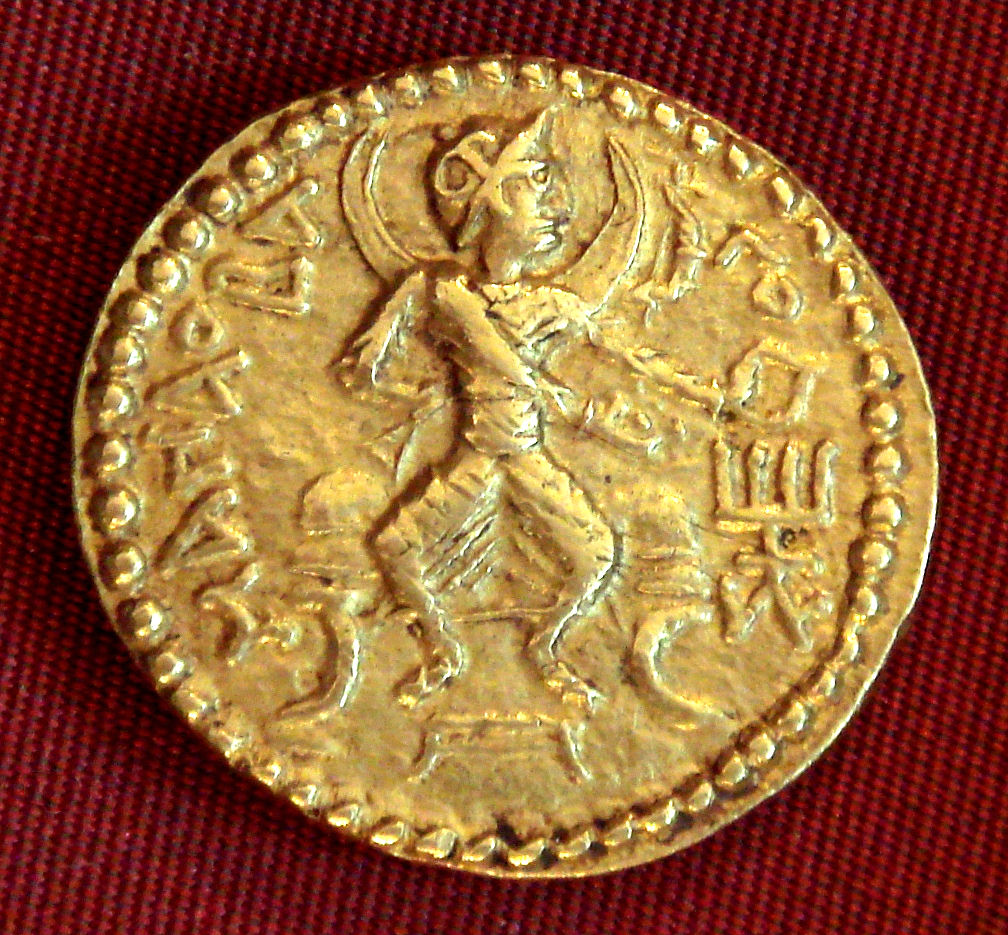
智慧之神——瑪諾巴格 (Manaobago)
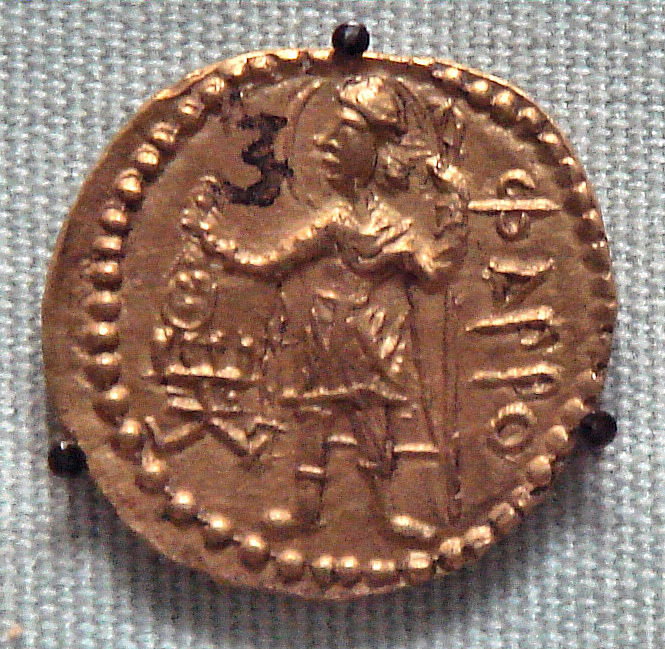
發羅 (Pharro)
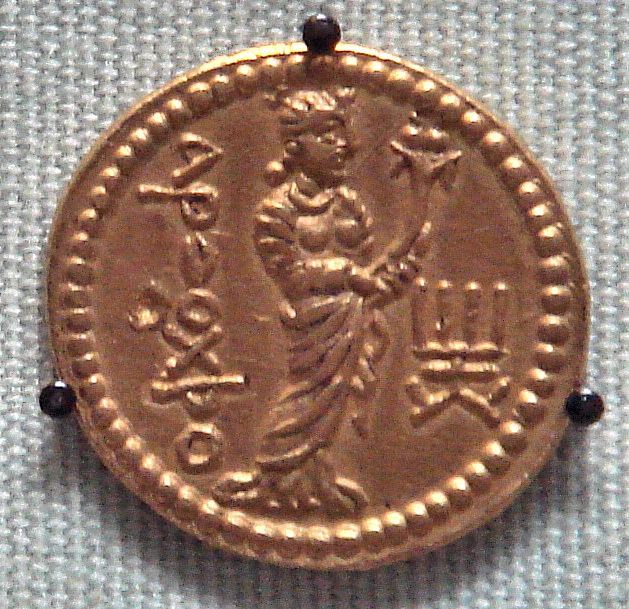
豐收女神阿爾多克修 (Ardochsho)
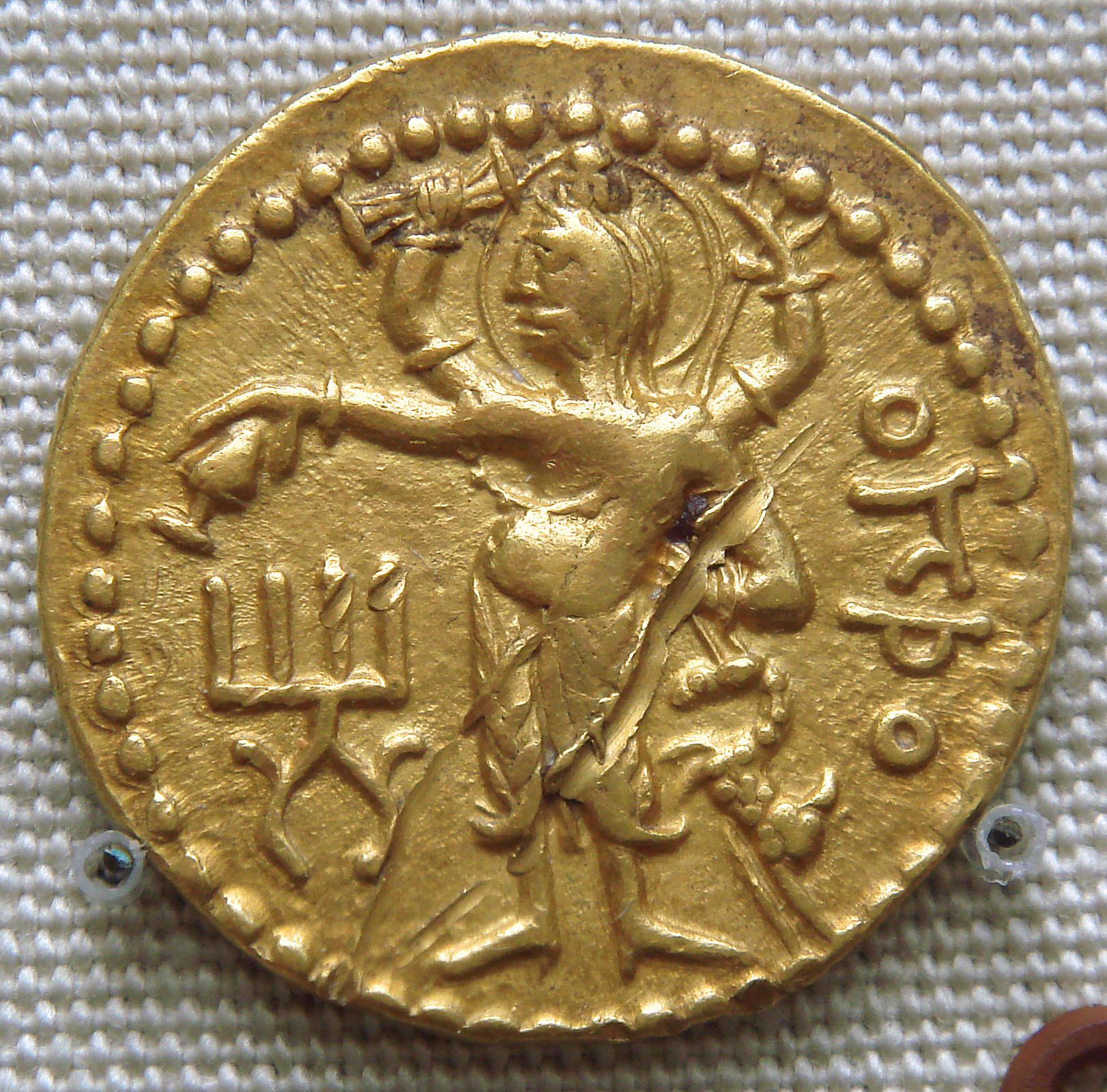
Oisho
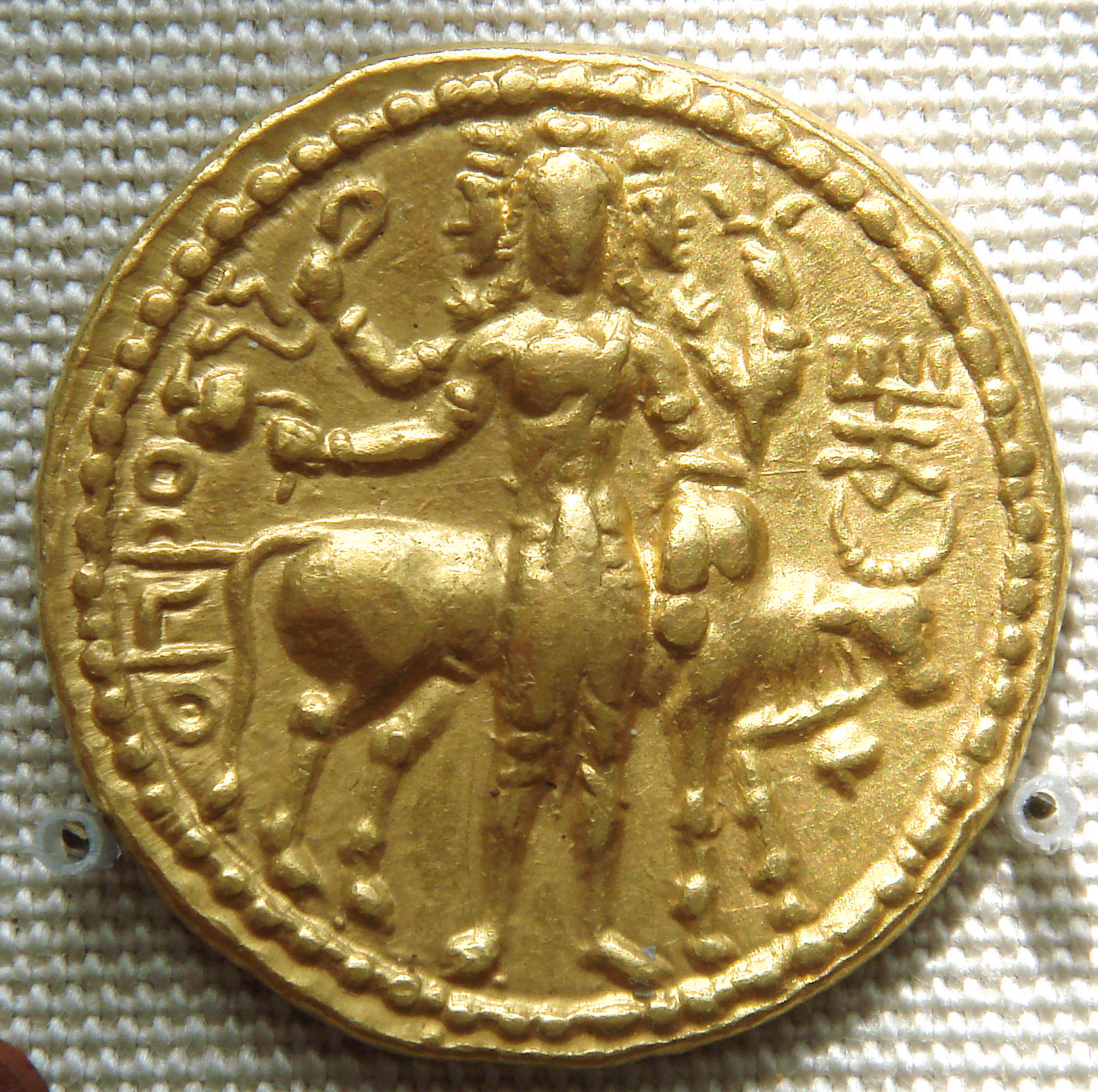
Oisho
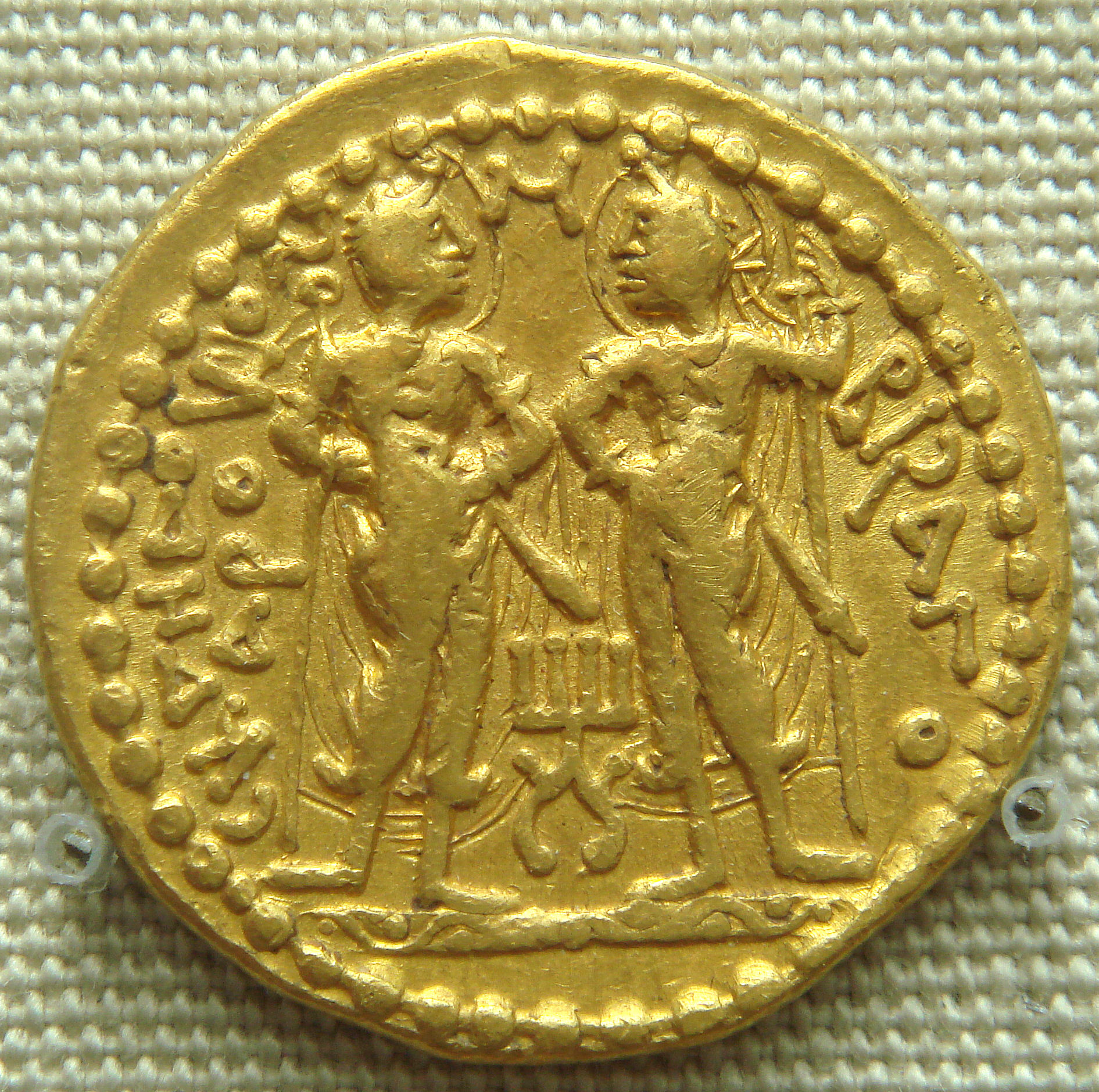
斯卡達和衛塞(Visakha)
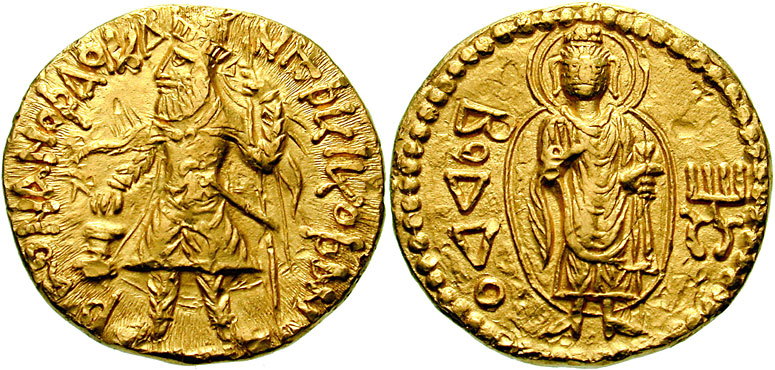
迦腻色伽一世的金幣，有希臘風格。
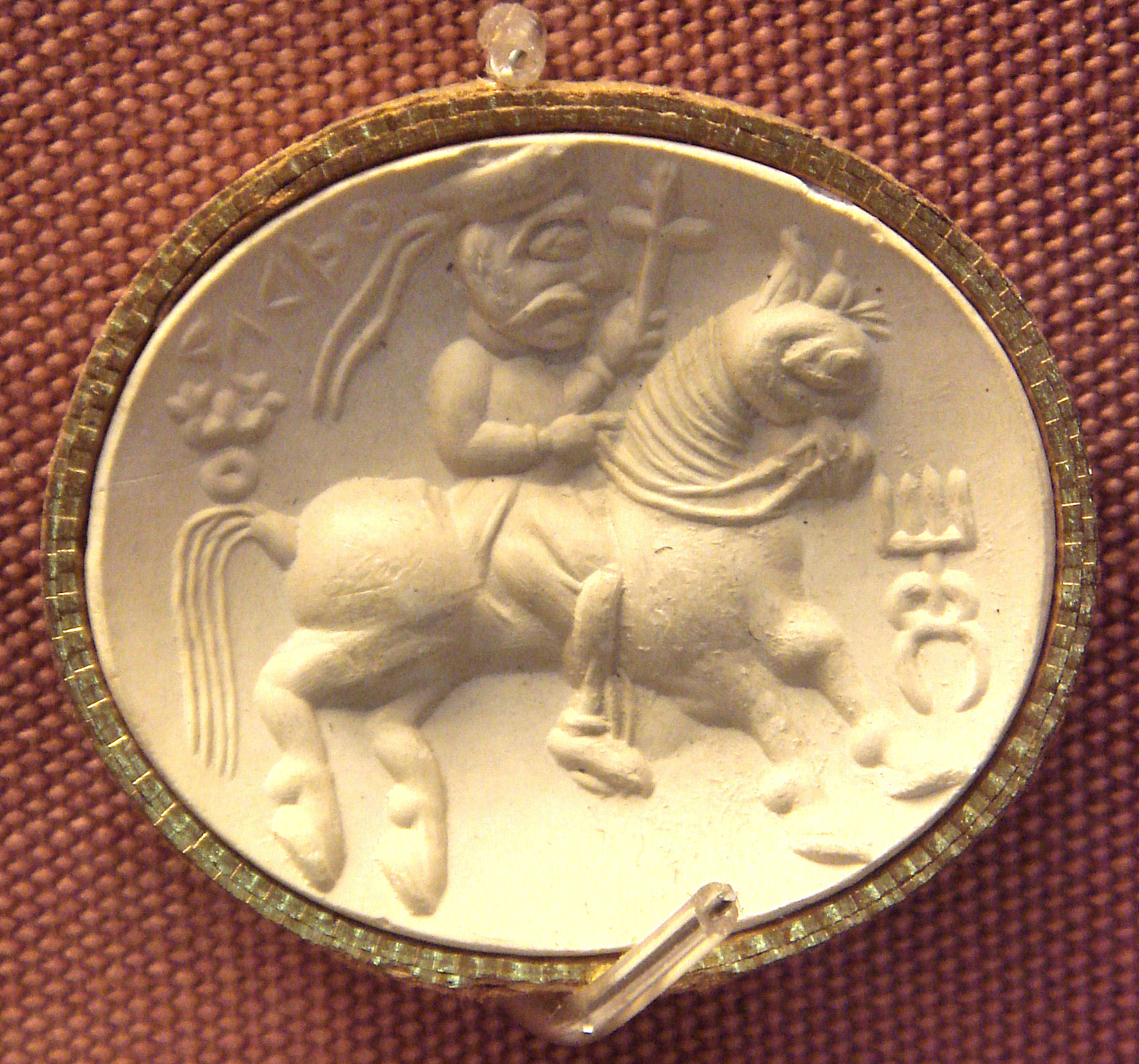
贵霜时期的印章，材质为红玉髓，中间画有“ΑΔϷΟ”（adsho），其左边有三宝标志，右边则是贵霜的王朝徽记（tamga）